# Richard Anthony

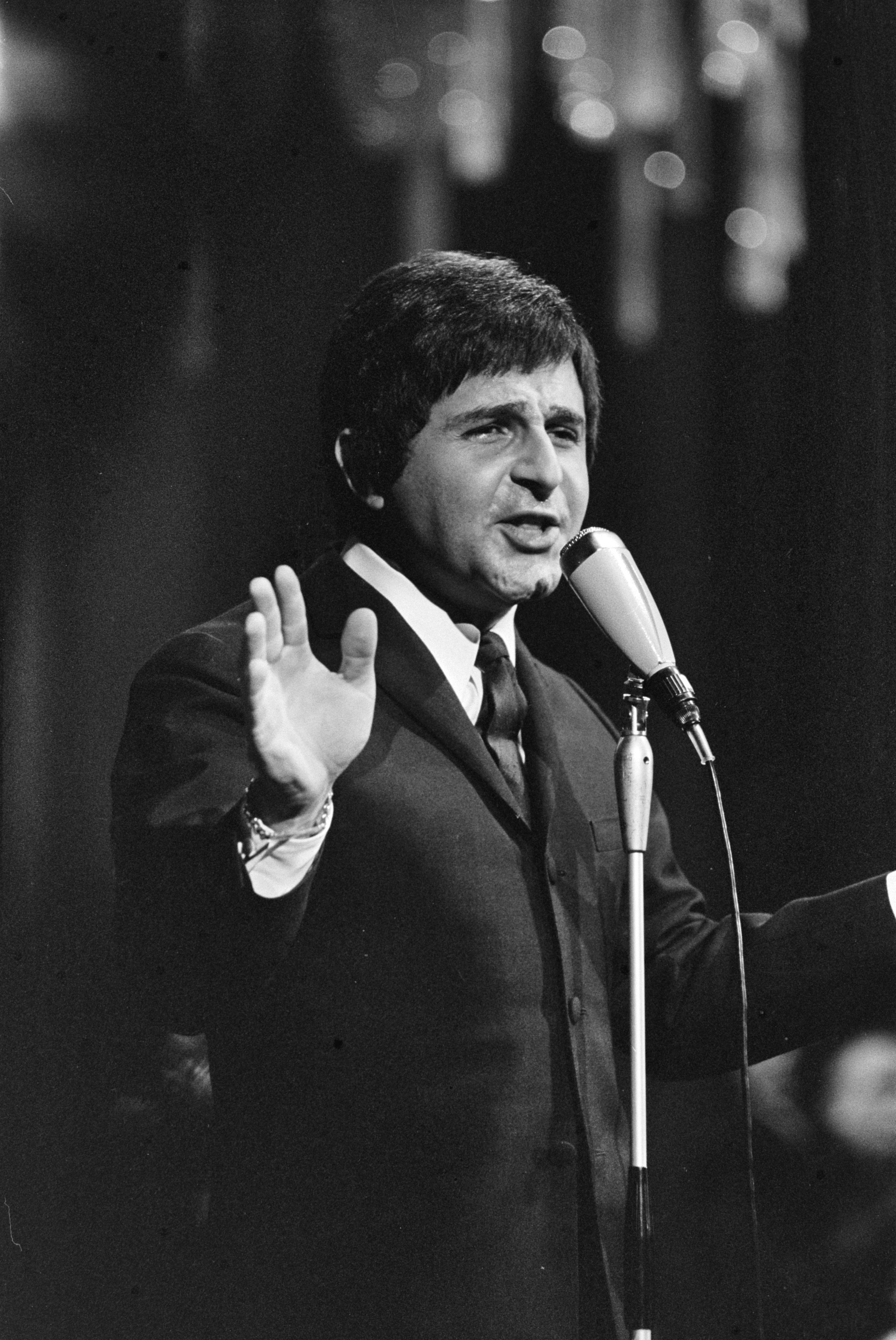
Richard Anthony (1966)

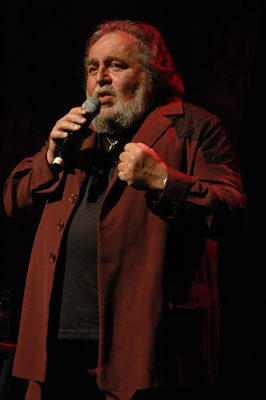
Richard Anthony (2006)

Richard Anthony (* 13. Januar 1938 als Ibrahim Richard Btesh in Kairo; † 20. April 2015 in Pégomas, Alpes-Maritimes) war ein französischer Sänger. Er war der erste Franzose, der Rock-’n’-Roll-Alben aufnahm. In dieser Musikrichtung war er in Frankreich der einzige ernsthafte Konkurrent Johnny Hallydays.

## Leben und Wirken
Richard Anthonys Vater Edgar Btesh aus der Provinz Aleppo in Syrien (damals seit 1918 unter französischem Mandat), war Textilfabrikant in Ägypten. Seine Mutter Marguerite, genannt Margaret, ist englischer Abstammung und die Tochter von Samuel Shashoua Bey, Honorarkonsul des Irak (seit 1930 offiziell unabhängig) in Alexandria. Der junge Ibrahim Richard verbrachte eine „goldene“ Kindheit in Ägypten, doch der aufkommende Nationalismus zwang seine Familie ins Exil; zunächst nach Argentinien und dann nach England. Mit neun Jahren trat er in das renommierte Brighton College ein, wo er als Solist im Chor auftrat. Mit dreizehn Jahren kam er 1951 nach Frankreich und besuchte das Lycée Janson de Sailly in Paris. Nach dem Abitur und dem Beginn seines Jurastudiums heiratete er seine Schulfreundin Michelle und bekam mit ihr drei Kinder: Nathalie, Jérôme und Joanne. Nach dem plötzlichen Tod seines Vaters 1956 wurde er Vertreter für Kühlschränke und spielte gleichzeitig in Jazzclubs Saxophon; insbesondere tritt er donnerstagabends im Pariser Théâtre du Vieux-Colombier auf, dessen Chef damals Petula Clarks Ehemann Claude Wolff (1931–2024) war.
In Deutschland gelangen Anthony lediglich zwei kleinere Hits. 1964 erreichte der Titel „Cin Cin“ Platz 18 der Singles-Charts, und 1975 landete „Verliebt in die eigene Frau“ auf Platz 48.
Es wurde geschätzt, dass 50 Millionen Schallplatten und CDs mit seinen Songs verkauft wurden.

## Diskografie

### Alben (Auswahl)
| Jahr | Titel                                   | Höchstplatzierung, Gesamtwochen, AuszeichnungChartplatzierungen (Jahr, Titel, Platzierungen, Wochen, Auszeichnungen, Anmerkungen) | Höchstplatzierung, Gesamtwochen, AuszeichnungChartplatzierungen (Jahr, Titel, Platzierungen, Wochen, Auszeichnungen, Anmerkungen) | Höchstplatzierung, Gesamtwochen, AuszeichnungChartplatzierungen (Jahr, Titel, Platzierungen, Wochen, Auszeichnungen, Anmerkungen) | Anmerkungen                                                     |
| Jahr | Titel                                   | FR | BEW | DE | Anmerkungen                                                     |
| ---- | --------------------------------------- | --- | --- | --- | --------------------------------------------------------------- |
| 1964 | Voila!                                  | — | — | DE34 (16 Wo.)DE |                                                                 |
| 2000 | L’essentiel – 20 succès inoubliables    | — | BEW16 (7 Wo.)BEW | — |                                                                 |
| 2014 | Best of des légendes yéyés              | — | BEW67 (7 Wo.)BEW | — | mit Eddy Mitchell, Johnny Hallyday, Sylvie Vartan & Dick Rivers |
| 2015 | The Best of                             | FR81 (6 Wo.)FR | BEW26 (32 Wo.)BEW | — |                                                                 |
| 2015 | Le meilleur – Les plus grandes chansons | — | BEW141 (1 Wo.)BEW | — |                                                                 |

grau schraffiert: keine Chartdaten aus diesem Jahr verfügbar
Weitere Alben
- 1978: Ses Plus Grands Succès (FR: Gold)

### Singles
| Jahr | Titel Album                    | Höchstplatzierung, Gesamtwochen, AuszeichnungChartplatzierungen (Jahr, Titel, Album, Platzierungen, Wochen, Auszeichnungen, Anmerkungen) | Höchstplatzierung, Gesamtwochen, AuszeichnungChartplatzierungen (Jahr, Titel, Album, Platzierungen, Wochen, Auszeichnungen, Anmerkungen) | Höchstplatzierung, Gesamtwochen, AuszeichnungChartplatzierungen (Jahr, Titel, Album, Platzierungen, Wochen, Auszeichnungen, Anmerkungen) | Anmerkungen                                                                                               |
| Jahr | Titel Album                    | FR | DE | UK | Anmerkungen                                                                                               |
| ---- | ------------------------------ | --- | --- | --- | --- |
| 1962 | J’entends siffler le train –   | FR80 (1 Wo.)FR | — | — | Charteinstieg in FR erst 2015 Cover von 500 miles from home                                               |
| 1963 | Walking Alone –                | — | — | UK27 (5 Wo.)UK | |
| 1964 | If I Loved You –               | — | — | UK18 (10 Wo.)UK | |
| 1964 | Cin Cin –                      | — | DE18 (14 Wo.)DE | — | |
| 1964 | À présent tu peux t’en aller – | FR155 (1 Wo.)FR | — | — | Charteinstieg in FR erst 2015 Cover von I Only Want to Be with You von Dusty Springfield                  |
| 1967 | Aranjuez, mon amour –          | FR158 (1 Wo.)FR | — | — | Charteinstieg in FR erst 2015 Cover von Concerto d’Aranjuez von Joaquín Rodrigo; Text von Guy Bontempelli |
| 1974 | Amoureux de ma femme –         | FR92 (1 Wo.)FR | — | — | Charteinstieg in FR erst 2015 Cover von Nessuno mi muo giudicare von Caterina Caselli                     |
| 1975 | Verliebt in die eigene Frau –  | — | DE48 (3 Wo.)DE | — | |

grau schraffiert: keine Chartdaten aus diesem Jahr verfügbar
Weitere Singles
- Nouvelle vague (1959) Three Cool Cats, Coasters
- Peggy Sue (1959) Buddy Holly
- A présent, tu peux t’en aller (1964) – Cover von Dusty Springfields I only want to be with you (1963)
- Tchin tchin (1963) – Cover von Johnny Cymbals Cheat cheat
- Je me suis souvent demandé (1965) – Cover von Bobbejaans Ik heb me dikwijls afgevraagd
- Donne-moi ma chance (1963) – Cover von Babs Tinos Too late to worry
- Tu m’étais destinée (1958), Cover von Paul Ankas You Are My Destiny
- Peggy Sue (1958), Cover
- Suzie Darling (1958)
- La do da da (1958), Cover
- Personnalités (1959), Cover von Personality von Lloyd Price
- J’ai rêvé (1959), Cover von Dream lover von Bobby Darin
- La Rue des cœurs perdus (1959), Cover von Lonesome town von Ricky Nelson
- Pauv’ Jenny (1959), Cover von Poor Jenny von den Everly Brothers
- Jéricho (1959), Cover des Traditionals Battle of Jericho
- Tu parles trop (1960), Cover von You Talk Too Much von Joe Jones
- Clémentine (1960), Cover von Bobby Darin
- Itsy bitsy petit bikini (1960), Cover von Itsy Bitsy Teenie Weenie Yellow Polka Dot Bikini von Brian Hyland
- Le Petit Clown von ton cœur (1960), Cover von Cathy’s Clown der Everly Brothers
- Je suis fou von l’école (1960), Cover von Swingin’ School von Bobby Rydell
- Roly poly (1960), Cover von Doris Day
- Dis-lui que je l’aime (1961), Cover von Somebody to Love von Bobby Darin
- Ça tourne rond (1961), Cover von African Waltz von Johnny Dankworth und Cannonball Adderley
- Let’s Twist Again (1961) Cover von Chubby Checker
- Fiche le camp, Jack (1961) Cover von Hit the Road Jack von Ray Charles
- Noël (1961)
- Dis à Laura (1961), Cover von Tell Laura I Love her von Ritchie Valens
- Belle-maman (1961), Cover von Mother in law von Ernie K-Do
- Trois en amour (1961), Cover von „D“ in Love von Cliff Richard
- Tu peux la prendre (1961 ou 1962), Cover von You Can Have Her von Roy Hamilton
- Avec une poignée von terre (1961), Cover von A hundred Pound of Clay von Gene McDaniels
- Let’s twist again (1961), Cover von Hank Ballard & His Midnighters oder Chubby Checker
- Tu ne sais pas (1961), Cover von You don’t Know von Helen Shapiro
- Sa grande passion (1961), Cover von Elvis Presleys His latest Flame
- Ne t’en fais pas mon vieux (1962), Cover von A little Bit of Soap von den Jarmels
- Ya ya twist (1962), Cover von Lee Dorsey
- Le Vagabond (1962), Cover von The Wanderer von Dion
- J’irai twister le blues (1962), Cover von Twistin’ To The Blues von Buddy Greco
- Reviens vite, mon amour (1962), Cover von Lover, Please von Clyde McPhatter
- J’irai pleurer sous la pluie (1962), Cover von Crying In The Rain von den Everly Brothers
- C’était plus fort que tout (1962), Cover von I can’t Stop Loving You von Ray Charles
- La Leçon von twist (1962), gesungene Version von Twisting the Twist von Jerry Mengo (alias Teddy Martin)
- Délivre-moi (1962), Cover von Unchain my Heart von Ray Charles
- J’entends siffler le train (1962), Cover von 500 Miles von Hedy West
- Ne boude pas (1962) Cover von Take Five von Paul Desmond für das Dave-Brubeck-Quartett
- Fait pour s’aimer (1962), Cover von Desafinado von Stan Getz
- Loin (1962), Cover von Greensleeves von den Brothers Four
- Donne-moi ma chance (1963), Cover von Too late to Worry von Babs Tino
- On twiste sur le locomotion (1963), Cover von The Loco-Motion von Little Eva
- En écoutant la pluie (1963), Cover zu Rhythm of the Rain von den Cascades
- C’est ma fête (1963), Cover von It’s My Party von Lesley Gore
- Tchin tchin (1963), Cover von Cheat cheat von Johnny Cymbol
- Les garçons pleurent (1964), Cover von Boys Cry von Kane Eden
- Et je m’en vais (1964), Cover von Then he Kissed me von den Crystals
- Ce monde (1964), Cover von Il mio mondo von Umberto Bindi
- À toi de choisir (1964), Cover von Swinging on a Star von Bing Crosby
- Oui, va plus loin (1964) Cover von Walk on By von Burt Bacharach und Hal David
- Écoute dans le vent (1964), Cover von Bob Dylans Blowin' in the Wind
- La corde au cou (1964) Cover von I Should Have Known it Better der Beatles
- Il te faudra chercher (1965), Cover von Keep Searchin’ von Del Shannon
- Je me suis souvent demandé (1965) Cover von Ik heb me dikwijls afgevraagd von Bobbejaan Schoepen
- Au revoir mon amour (1965), Cover von Goodbye my Love von den Searchers
- En attendant (1965), Cover von In the meantime von Georgie Fame
- Comment fait-elle ? (1965), Cover von Concrete and Clay von Rushmore
- Jamais je ne vivrai sans toi (1965) Cover von Io che non vivio senza te von Pino Donaggio
- Autant chercher à retenir le vent (1965), Cover von Catch the Wind von Donovan
- Rien pour faire une chanson (1965), Cover von Run for your Life von den Beatles
- Le soleil ne brille plus (1966), Cover von The Sun Ain’t Gonna Shine Anymore von den Walker Brothers
- Lundi, lundi (1966), Cover von Monday, monday von den Mamas & Papas
- Hello Pussycat (1966), Cover von What’s New Pussycat von Tom Jones
- Tout peut s’arranger (1966), Cover von We Can Work It Out von den Beatles
- La Terre promise (1966) Cover von California Dreamin’ von den Mamas & Papas
- Sognando la California (1966) Cover von California Dreamin’ von den Mamas & Papas
- Sunny (1966) Cover von Bobby Hebb
- Et après (1967) von Salvatore Adamo
- Fille sauvage (1967), Cover von Ruby Tuesday von den Rolling Stones
- Nous ne sortirons qu’au printemps (1967)
- Les Mains dans les poches (1967), Cover von Walkin’ in the sunshine von Roger Miller
- Le Grand Meaulnes (1967) von Jean-Pierre Bourtayre
- Il faut croire aux étoiles (1967), Cover von Let’s go to San Francisco von den Flowerpot Men
- Séverine (1968), Cover von MacArthur Park von Richard Harris
- Un homme en enfer (1968)
- L’Été (1968) von Guy Bontempelli
- Les Ballons (1968), Cover von Little arrows von Lee Leapy
- Le Sirop Typhon (1969), Cover von Lily the Pink von der Gruppe Scaffold
- En passant la frontière (1969), Cover von Cuando sali de Cuba von Luis Aguilé
- Les Petits Cochons (1969), Cover von Breakfast on Pluto von Don Partridge
- L’An 2005 (1969), Cover von In the year 2525 von Zagger and Evans
- Regarde sous ton balcon (1969), Cover von Make me an island von Joe Dolan
- Bien l’bonjour (1970), Cover von Grüezi wohl, Frau Stirnimaa! von den Minstrels
- Na na hé hé espoir (1970), Cover von Na na na na hey hey kiss me goodbye von den Troggs
- Il pleut des larmes (1970), Cover von La Nalve del Olvido von José José
- Non stop (1970), Cover von Don’t Stop von Fleetwood Mac
- Señora la dueña (1970) Cover von Lady d’Arbanville von Cat Stevens
- Un soleil rouge (1971), nach Saint-Saens
- Tibo (1971), Traditional
- Maggy May (1971), Cover von Rod Stewart
- Sans toi (1972), Cover von Without you von Harry Nilsson
- Victoire je t’aime (1973)
- Marie Jeanne (1973)
- Nathalie (1975)
- Chanson de dix sous (1975)
- De la musique républicaine (1976)
- Je n’ai que toi (1976), Cover von All by myself von Eric Carmen
- Voilà pourquoi je l’aime (1976)
- À l’aube du dernier jour (1977)
- New York 31 (1978)
- San Diego (1978)
- Minuit (1980) Cover von Midnight aus dem Musical Cats
- Los Angeles (1981)
- Elle m’attend (1983)
- T’aimer d’amour (1985)
- Barrière des générations (1990)
- Le Rap pas innocent – Ronymix 98 (1998)